# Muhamed Mehmedbašić
Muhamed Mehmedbašić, född 1886 i Stolac i Bosnien, död 29 maj 1943 i Sarajevo, var en bosnisk revolutionär och medkonspiratör till mordet på ärkehertigen Franz Ferdinand av Österrike.
Mehmedbašić var snickare till yrket och kom från en välrenommerad men fattig bosnisk muslimsk familj, ursprungligen från Herzegovina. Han anslöt sig till den revolutionära gruppen Unga Bosnien. 1913 fick han i uppdrag att mörda Oskar Potiorek, regeringschef för Bosnien och Hercegovina, med en förgiftad dolk. När detta misslyckades värvades han till en konspiration av Svarta handen att undanröja kronprinsen av Österrike-Ungern.

## Skotten i Sarajevo
Den 28 juni 1914 anlände Franz Ferdinand och hans gemål Sophie von Chotek till järnvägsstationen i Sarajevo. Av de sex attentatsmän som placerade sig på kortegevägen mot stadshuset var Mehmedbašić den första. Han kastade dock inte bomben han hade då han kände sig iakttagen av närstående poliser.
Innan Mehmedbašić roll i attentatet avslöjades lyckades han fly till Montenegro. Han greps där den 12 juli (och tros ha tillstått sin inblandning) men lyckades rymma efter två dagar. Centralmakten var dock tveksam till montenegrinernas agerande och arresterade Mehmedbašić
fångvaktare.

## Efter kriget
Efter första världskriget kom Mehmedbašić tillbaka till Sarajevo och blev 1919 benådad för sin roll i attentatet. Under andra världskriget dödades Mehmedbašić av Ustaša 29 maj 1943.